# Bundesdruckerei
La Bundesdruckerei (« imprimeur fédéral ») est un fabricant allemand de billets de banque, de timbres, de cartes d'identité, de passeports et visas, de permis de conduire et de cartes grises.
L'entreprise a été fondée le 6 juillet 1879 sous le nom de Reichsdruckerei (« imprimeur impérial ») au 91 de la Kreuzberger Oranienstraße. Elle est alors issue de deux imprimeries qui ont été fusionnées en une seule société à l'initiative du directeur général des postes de l'époque, Heinrich von Stephan : la Königlich Geheime Oberhofbuchdruckerei de l'éditeur Rudolf Ludwig Decker, qui a été reprise par Georg Jacob Decker dès 1763, et la Königlich-Preußische Staatsdruckerei (Imprimerie royale d'État de Prusse), fondée en 1851.
À partir de 1880, la Reichsdruckerei a produit non seulement tous les produits imprimés de l'État, mais aussi le premier annuaire téléphonique de Berlin, des reproductions d'œuvres d'art, des timbres-poste et des spécifications de brevets.
Elle a existé sous le nom de Reichsdruckerei jusqu'en 1945. En 1951, le nom devint Bundesdruckerei. Cet imprimeur s'est perfectionné dans des domaines liés à la sécurité. Il a été privatisé en 2000, puis nationalisé de nouveau en 2009.

## Sources
- (en) Cet article est partiellement ou en totalité issu de l’article de Wikipédia en anglais intitulé « Bundesdruckerei » (voir la liste des auteurs).

- (de) Cet article est partiellement ou en totalité issu de l’article de Wikipédia en allemand intitulé « Bundesdruckerei » (voir la liste des auteurs).